# تمثال اليد في بونتا دل إيستي
اليد (La Mano) هو تمثال في بونتا دل إيستي للفنان التشيلي ماريو إرارازابال. يصور خمسة أصابع بشرية تخرج جزئياً من الرمال على شاطئ برافا في بونتا دل إيستي، وهي بلدة سياحية شهيرة في الأوروغواي. يوجد أسامي محلية أخرى لمنحوتة اليد مثل: الأصابع (Los Dedos)، أو الرجل المنبثق إلى الحياة (Hombre emergiendo a la vida). لكن الاسم الأشهر عالمياً هو اليد (The Hand).
تعتبر منحوتة اليد مشهورة جداً، لدرجة أنها أصبحت رمزًا لبونتا ديل إيستي منذ اكتمالها في فبراير 1982، وأصبحت كذلك أحد أكثر المعالم البارزة في الأوروغواي.

## تاريخ النحت
قام الفنان التشيلي ماريو إرارازابال بنحت تمثال اليد خلال صيف 1982، عندما كان يحضر الاجتماع الدولي السنوي الأول للنحت الحديث في الهواء الطلق في بونتا ديل إستي. كان هناك تسعة نحاتين مشاركين، وكان هو أصغرهم عمراً. كان هناك سباق من أجل حجز الأماكن المخصصة للنحت في ساحة عامة، لذلك قرر ماريو أن يصنع تمثاله على الشاطئ. كان مصدر إلهامه لعمل منحوتة اليد (الغارقة) كتحذير للسباحين، حيث كانت المياه في شاطئ لا بارا محمولة بالأمواج العاتية والتي كانت أفضل لركوب الأمواج وليس السباحة، على عكس المياه في شاطئ سولاناس التي كانت أكثر ملاءمة لممارسة السباحة.
تمكن إرارازابال من انهاء مشروعه في 6 أيام فقط،  على الرغم من مواجهة تأخيرات طفيفة بسبب الرياح الجنوبية الشرقية القوية الشائعة في بونتا ديل إستي. تم تعزيز الأصابع الخرسانية والبلاستيكية بقضبان فولاذية وشبكة معدنية ومذيب مقاوم للتحلل يغطي البلاستيك من الخارج.
طوال ذلك الصيف، عمل النحاتون من جميع أنحاء العالم على إبداعاتهم على الشاطئ، ولكن فقط منحوتة اليد ما زالت موجودة على الشاطئ اليوم،  حيث بقيت في مكانها الأصلي حتى يومنا هذا ولم يصلها أي أذى. تمثال اليد في بونتا دل إيستي أعطى للفنان ماريو إرارازابال شهرة عالمية واسعة، حيث قام فيما بعد بعمل نسخ قريبة أو طبق الأصل من تمثال اليد لمدينة مدريد (في عام 1987)، و تمثال يد الصحراء (Mano del Desierto) في صحراء أتاكاما في تشيلي (1992)، وفي البندقية (1995).

## معرض الصور

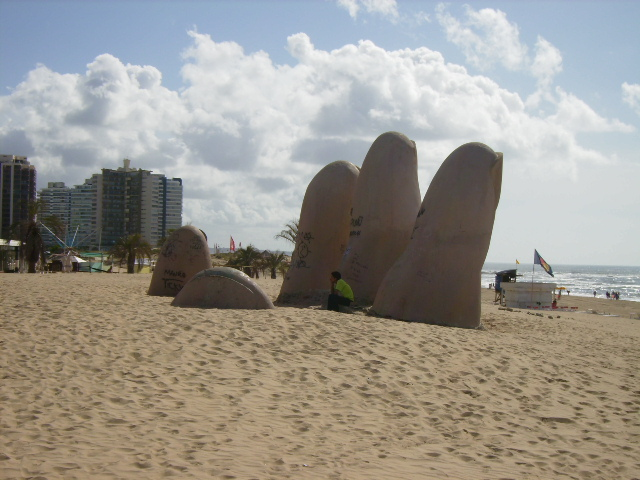
تمثال اليد
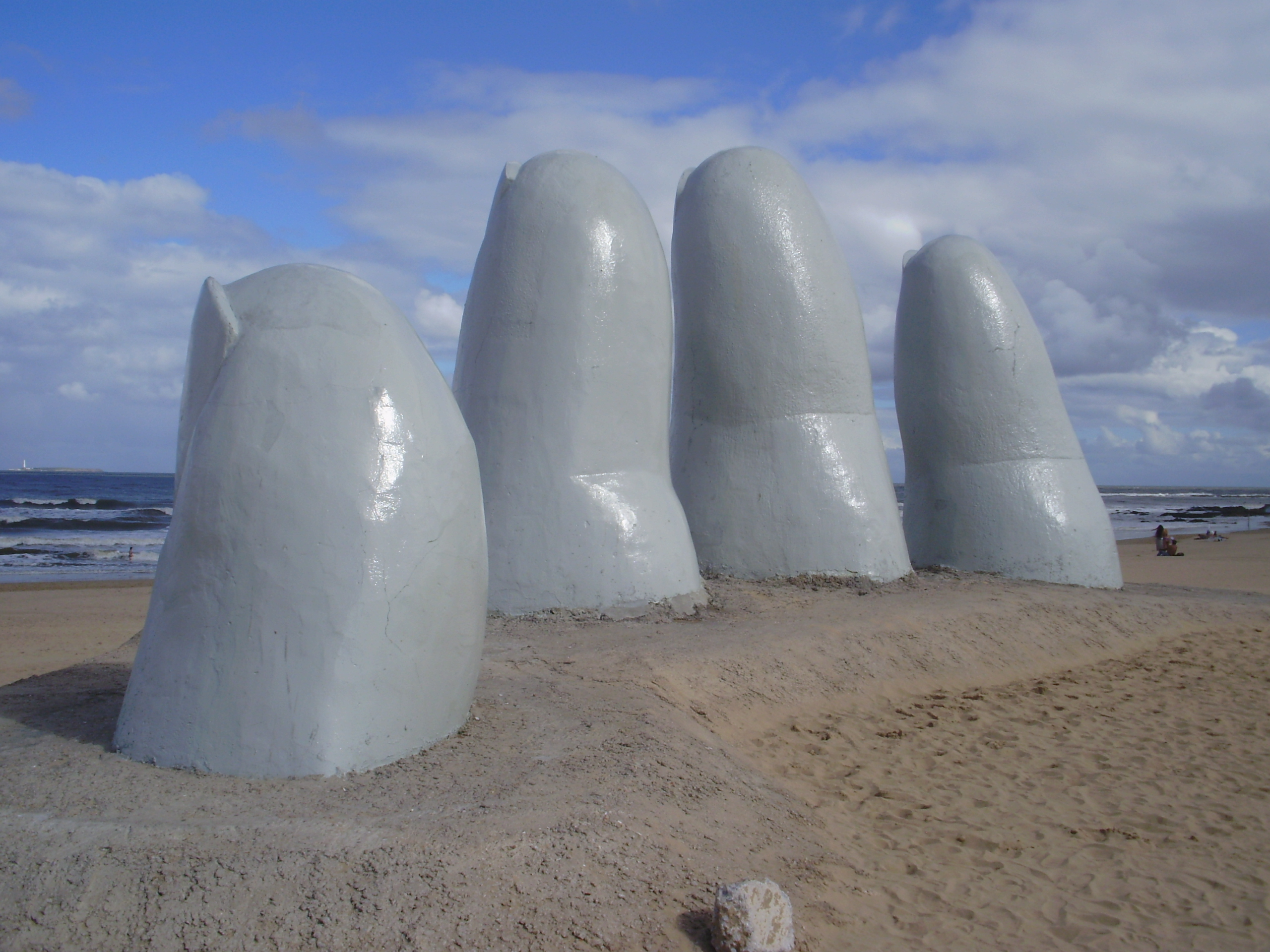
عرض جزئي للأصابع (2013)